# Belura acuticauda
Belura acuticauda är en kräftdjursart som först beskrevs av George och Negoescu 1985.  Belura acuticauda ingår i släktet Belura och familjen Hyssuridae. Inga underarter finns listade i Catalogue of Life.